# Cahier d'école

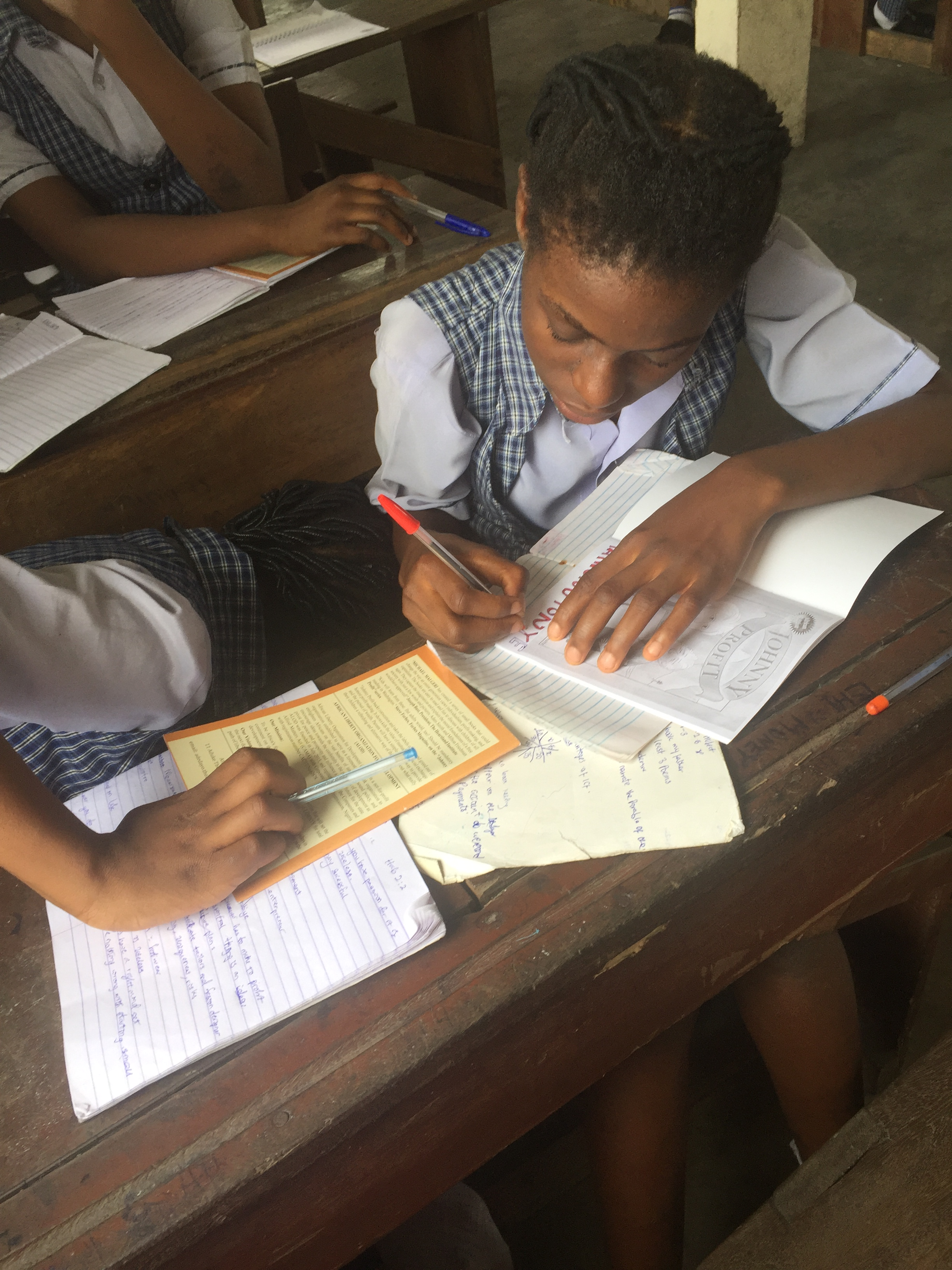
Fillette du Nigeria faisant un exercice sur son cahier.

Un cahier d'école, ou cahier scolaire, est un cahier utilisé par un élève pour écrire à l'école. Généralement transporté par l'enfant dans un cartable, il se présente selon plusieurs aspects. On lui préfère souvent le classeur dans l'enseignement secondaire.

## Aspects
En France, le cahier d'école se présente généralement sous plusieurs formats, les plus connus étant ceux que l'on appelle les grands formats (24 cm x 32 cm) et les petits formats (17 cm x 22 cm). À noter que les petits cahiers sont à privilégier du CP au CM2.
Il peut en outre être doté d'une reliure à ressorts ou ne pas disposer d'un tel dispositif. Quant à la réglure, on retrouve principalement des cahiers disposant de réglure Sèyes, appelé grand carreaux, de la maternelle jusqu'à la fin de l'enseignement secondaire dans les pays francophones ; mais des cahiers petit carreaux formés de carrés de 5 mm sont aussi utilisés pour les matières scientifiques (par exemple, cahier d'exercices de mathématiques, géométrie, technologie) à partir du moment où l'enfant est censé être apte à écrire convenablement (milieu collège voire début lycée).
Concernant la couverture du cahier, il en existe en papier et en carton. Mais les couvertures en polypropylène restent les préférées car étant en plastique, elles résistent à la déchirure et à l'eau, permettent de ne pas avoir à installer de protège cahier, elles sont translucides et peuvent être colorées.